# 贡瑙
贡瑙（匈牙利語：Ganna），是匈牙利维斯普雷姆州所辖的一个村，总面积15.47平方公里，总人口256，人口密度16.5人/平方公里（2010年1月1日）。